# Han Ch'i-yun
Han Ch'i-yun (한치윤) est un lettré coréen né en 1765 et mort en 1814. Néoconfucéen, il appartient à l'école Silhak.

## Travail
Han Ch'i-yun est à l'origine d'une encyclopédie historique, la Haedong yŏksa, inspirée d'un modèle chinois populaire à l'époque. Son travail porte de l'époque de Tangun jusqu'à la chute du Goryeo. Utilisant des sources principalement chinoises et japonaises, et dans une moindre mesure coréennes, il opte pour une forme annales/biographie modifiée pour y adjoindre des études sur différents sujets comme les institutions, l'économie, la musique.

## Sources